# Diplomatie (film)
Pour les articles homonymes, voir Diplomatie (homonymie).
Pour plus de détails, voir Fiche technique et Distribution.
Diplomatie est un film historique franco-allemand coécrit et réalisé par Volker Schlöndorff, sorti en 2014.

## Synopsis
Dans la nuit du 24 au 25 août 1944, à l'hôtel Meurice, le général Dietrich von Choltitz (Niels Arestrup), gouverneur militaire de Paris, qu'il s'apprête à détruire, conformément à l'ordre qu'il a reçu d'Adolf Hitler. Raoul Nordling (André Dussollier), consul général de Suède, observe discrètement, caché derrière un miroir sans tain. Quand von Choltitz est seul, il s'introduit dans la chambre par un passage secret, dont le général ignorait l'existence. Nordling tente de dissuader von Choltitz de détruire Paris.

## Fiche technique
- Titre original : Diplomatie[1]
- Réalisation : Volker Schlöndorff
- Scénario : Volker Schlöndorff et Cyril Gély d'après sa pièce de théâtre éponyme
- Direction artistique : Jacques Rouxel
- Décors : Jacques Rouxel
- Costumes : Bettina Marx
- Photographie : Michel Amathieu
- Son : Dolby Digital
- Montage : Virginie Bruant
- Musique : Jörg Lemberg
- Production : Marc de Bayser, Frank Le Wita; Amelie Latscha, Felix Moeller (coproducteurs)
- Sociétés de production : Film Oblige, Arte, Blueprint Film et SWR
- Distribution : Gaumont (France)
- Budget : 4M€[2]
- Pays de production :  France et  Allemagne
- Langue : français
- Format : couleur - 35mm - Ratio : 2,39:1
- Genre : historique
- Durée : 88 minutes
- Date de sortie :
  - France : 5 mars 2014

## Distribution
- Niels Arestrup : le général Dietrich von Choltitz
- André Dussollier : Raoul Nordling
- Burghart Klaussner : Hauptmann Werner Ebernach
- Robert Stadlober : le lieutenant Bressensdorf
- Jean-Marc Roulot : Jacques Lanvin
- Stefan Wilkening (de) : le caporal Mayer
- Thomas Arnold (de) : le lieutenant Hegger
- Charlie Nelson : le concierge
- Lucas Prisor : le soldat SS

## Production

### Genèse
Ce film est une adaptation de la pièce de théâtre Diplomatie de Cyril Gély et créée au théâtre de la Madeleine en 2011, à Paris. C'était déjà l'acteur Niels Arestrup qui interprétait le rôle du général Dietrich von Choltitz et André Dussollier celui du diplomate Raoul Nordling.

## Musique
- Allegretto de la Symphonie nº 7 de Ludwig van Beethoven.

## Distinctions

### Récompenses
- Césars 2015 : meilleure adaptation
- Festival international de Shanghai en 2014 (prix du meilleur scénario)
- Festival de Valladolid (meilleur réalisateur, meilleur acteur)
- Festival Cinemania, Montréal (prix du public Mel Hoppenheim)

### Nominations et sélections
- Berlinale 2014 : sélection « Berlinale Special »
- Festival du film de Telluride 2014
- Césars 2015 : meilleur acteur pour Niels Arestrup

## Analyse

### Inexactitudes historiques
Dans la réalité historique d'août 1944, Dietrich von Choltitz et Raoul Nordling ont effectivement été en contact pour négocier la libération de prisonniers politiques. Ces rencontres se seraient déroulées sur plusieurs semaines, en revanche, la rencontre dans la nuit du 24 au 25 août 1944 relatée par le film n'a vraisemblablement pas eu lieu.

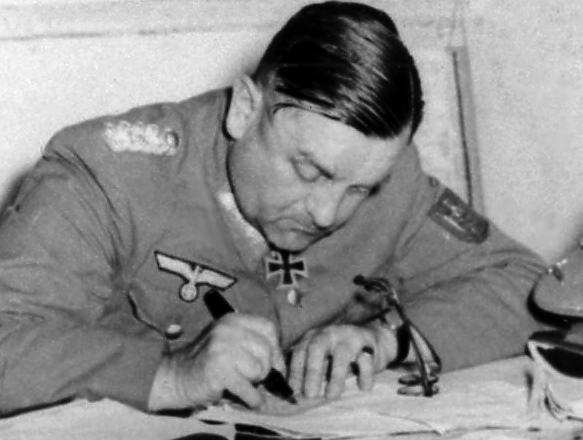
Dietrich von Choltitz signe une réclamation prise à tort pour la capitulation, le 25 août 1944.

Il est également possible que von Choltitz ait refusé d'appliquer l'ordre de détruire Paris pour ménager son avenir de futur prisonnier,. Le général avait en effet contribué à la destruction de Rotterdam et au siège de Sébastopol, assistant — sinon participant — à l'extermination de 50 000 Juifs. Certains historiens doutent même que Hitler ait pu demander la destruction de Paris. D'une part le film explique que le dictateur avait exigé la destruction de monuments précis (comme l'opéra Garnier), ce qui présume de l'intérêt sentimental de Hitler pour Paris. D'autres remettent en question les moyens dont disposait von Choltitz pour « raser » Paris. Cette dernière hypothèse[pas clair] entre en contradiction avec la description de l'histoire de la libération de Paris, racontée par Dominique Lapierre et Larry Collins dans l'ouvrage Paris brûle-t-il ? publié en 1964 et adaptée au cinéma sous le même titre deux ans plus tard par René Clément.
De nouvelles recherches lancées par des historiens, principalement effectuées dans les années 2000 et 2010, ont pu être effectuées grâce aux déclassements des archives administratives françaises et allemandes de l'époque. Ces nouvelles études ont permis de revoir le rôle qu'a réellement joué le général Dietrich von Choltitz vis-à-vis de la volonté hitlérienne de détruire Paris. Le témoignage du général Leclerc indiquait déjà que le désir du gouverneur militaire du Groß Paris, au moment d'être arrêté par les Alliés, était principalement de sauver sa propre vie.
La réalisatrice de documentaires historiques Françoise Cros de Fabrique, en s'appuyant sur des documents inédits découverts dans ces archives, démontre, au travers d'un long reportage effectué en 2019, que cette légende concernant Choltitz a été entretenue sans véritables vérifications historiques sérieuses, car si elle confirme que Hitler a bien tenté d'anéantir la capitale française, elle précise également que Choltitz n'a jamais eu le désir réel de s'y opposer. En fait, c'est simplement en raison du manque de moyens et de temps que celui-ci n'a pas pu respecter les ordres,,.
En réalité, malgré ses allégations et bien loin d'une image entretenue par l'homme, lui-même, Dietrich von Choltitz était bien un fidèle d’Adolf Hitler et ne lui a jamais désobéi. L'historien Fabrice Virgili précise même que le général réclama jusqu’au bout des renforts pour exaucer le vœu de son « Führer », qui était de détruire les principaux monuments de Paris, action totalement irréalisable en raison du manque de moyens et de temps (principalement liés à l'insurrection parisienne et à l'approche rapide des troupes alliées) et non en raison d'un quelconque sentiment humaniste.